# Bilsi
Bilsi è una suddivisione dell'India, classificata come municipal board, di 23.564 abitanti, situata nel distretto di Budaun, nello stato federato dell'Uttar Pradesh. In base al numero di abitanti la città rientra nella classe III (da 20.000 a 49.999 persone).

## Geografia fisica
La città è situata a 28° 7' 60 N e 78° 55' 0 E e ha un'altitudine di 179 m s.l.m..

## Società

### Evoluzione demografica
Al censimento del 2001 la popolazione di Bilsi assommava a 23.564 persone, delle quali 12.414 maschi e 11.150 femmine. I bambini di età inferiore o uguale ai sei anni assommavano a 4.358, dei quali 2.318 maschi e 2.040 femmine. Infine, coloro che erano in grado di saper almeno leggere e scrivere erano 10.576, dei quali 6.418 maschi e 4.158 femmine.